# Extreme Power Metal
Extreme Power Metal — восьмой студийный альбом британской пауэр-метал-группы DragonForce, выпущенный 27 сентября 2019 года. Это последний студийный альбом коллектива с участием давнего басиста Фредерика Леклера и первый, в котором не участвовал давний клавишник группы Вадим Пружанов, покинувший группу в 2018 году; Кун Янссен из Epica записал клавишные для альбома, пока группа искала нового участника.
Главный сингл «Highway to Oblivion» был выпущен 30 июля 2019 года. Группа отправилась в мировое турне в поддержку альбома после его выпуска. Примерно в это же время были сняты музыкальные клипы на «Troopers of the Stars» и «Strangers», но были выпущены только два года спустя, 27 августа и 25 октября 2021 года соответственно. В 2022 году группа продолжила гастролировать с альбомом после отмены их последнего тура из-за пандемии COVID-19. 29 ноября 2022 года было выпущено видео на «The Last Dragonborn», ставшее первым видеоклипом с новой басисткой Алисией Виджил.

## Запись
Группа записала альбом с продюсером и басистом Once Human Дэмиеном Райно в лос-анджелеской студии Mix Unlimited. Процесс записи частично транслировался в прямом эфире на Twitch канале гитариста Германа Ли.

## Список композиций
| №                   | Название                                     | Текст песни                        | Музыка              | Длительность |
| ------------------- | -------------------------------------------- | ---------------------------------- | ------------------- | ------------ |
| 1.                  | «Highway to Oblivion»                        | Сэм Тотман                         | Тотман              | 6:48         |
| 2.                  | «Cosmic Power of the Infinite Shred Machine» | Тотман                             | Тотман              | 6:36         |
| 3.                  | «The Last Dragonborn»                        | Тотман Герман Ли чат Twitch [ 21 ] | Тотман Кун Янссен   | 6:12         |
| 4.                  | «Heart Demolition»                           | Фредерик Леклер                    | Леклер              | 5:39         |
| 5.                  | «Troopers of the Stars»                      | Тотман                             | Тотман              | 5:03         |
| 6.                  | «Razorblade Meltdown»                        | Тотман                             | Тотман              | 4:45         |
| 7.                  | «Strangers»                                  | Леклер Тотман                      | Леклер              | 4:29         |
| 8.                  | «In a Skyforged Dream»                       | Леклер                             | Леклер              | 4:45         |
| 9.                  | «Remembrance Day»                            | Тотман Марк Хадсон                 | Тотман              | 5:10         |
| 10.                 | «My Heart Will Go On» (кавер на Селин Дион)  | Уилл Дженнингс                     | Джеймс Хорнер       | 3:23         |
| Общая длительность: | Общая длительность:                          | Общая длительность:                | Общая длительность: | 52:50        |

| №                   | Название                     | Текст песни         | Музыка              | Длительность |
| ------------------- | ---------------------------- | ------------------- | ------------------- | ------------ |
| 11.                 | «Behind the Mirror of Death» | Леклер              | Леклер              | 5:32         |
| Общая длительность: | Общая длительность:          | Общая длительность: | Общая длительность: | 58:22        |

## Участники записи
DragonForce
- Марк Хадсон — ведущий вокал
- Сэм Тотман — гитара, бэк-вокал
- Герман Ли — гитара, бэк-вокал
- Фредерик Леклер — бас-гитара, гитара, бэк-вокал
- Гии Анзалоне — ударные, бэк-вокал

Приглашённые музыканты
- Кун Янссен (Epica) — клавишные, фортепиано, оркестровки
- Клайв Нолан — бэк-вокал
- Эмили Овенден — бэк-вокал
- Кален Чейз Мусмеччи — бэк-вокал
- Стив Фрэнсис, Росс Мэллон, Джош О’Брайен, Пол Робертс, Тим Мекалик — дополнительный бэк-вокал в «Troopers of the Stars»

## Чарты
| Чарт (2019)                           | Высшая позиция |
| ------------------------------------- | -------------- |
| Австралия (ARIA)                      | 87             |
| Австрия (Ö3 Austria)                  | 42             |
| Бельгия/Фландрия (Ultratop)           | 145            |
| Бельгия/Валлония (Ultratop)           | 158            |
| Великобритания (UK Albums Chart)      | 93             |
| Германия (Offizielle Top 100)         | 34             |
| США (Billboard Top Album Sales)       | 36             |
| США (Billboard Independent Albums)    | 13             |
| США (Billboard Top Tastemaker Albums) | 19             |
| Швейцария (Schweizer Hitparade)       | 29             |
| Шотландия (Scottish Albums Chart)     | 21             |
| Япония (Oricon)                       | 26             |